# Calydorea xyphioides
Calydorea xyphioides är en irisväxtart som först beskrevs av Eduard Friedrich Poeppig, och fick sitt nu gällande namn av Marcial Ramón Espinosa Bustos. Calydorea xyphioides ingår i släktet Calydorea och familjen irisväxter. Inga underarter finns listade i Catalogue of Life.